# Maâtz
Maâtz es una comuna francesa situada en el departamento de Alto Marne, en la región de Gran Este.

## Demografía
| 142 | 145 | 130 | 132 | 107 | 93 | 72 |
| Para los censos de 1962 a 1999 la población legal corresponde a la población sin duplicidades (Fuente: INSEE [Consultar]) |     |     |     |     |    |    |